# Cuniculus silvagarciae
La paca gigante, localmente llamada “paca concha” (Cuniculus silvagarciae) es una especie de roedor histricomorfo de gran tamaño del género Cuniculus que vive en un limitado sector de selvas de tierras bajas del norte de Sudamérica. Es muy similar y simpátrica a la paca común (Cuniculus paca) la que habita en selvas cercanas al agua desde México hasta el nordeste de la Argentina y el nordeste del Uruguay.

## Taxonomía
Esta especie fue descrita originalmente en el año 2015 por el zoólogo neerlandés -nacionalizado brasileño- Marcus Gerardus Maria (Marc) van Roosmalen y por Pirn van Hooft.
Holotipo
El holotipo designado es la cabeza completa de una hembra adulta ultimada por un cazador local el 28 de mayo de 2006, para servir de alimento. El paratipo es un espécimen conservado relleno, sin procedencia de captura, archivado con el número MPEG 22302 en la colección de mamíferos del Museu Paraense Emílio Goeldi, de Belém, estado de Pará, Brasil. La longitud del cuerpo más la cabeza es de 750 mm. No es posible tomar mediciones craneales ya que fue dañado severamente por el perdigón del tiro del cazador.
Localidad tipo
La localidad tipo referida es: “margen izquierda del río Aripuanã medio, cerca del asentamiento Tucunaré situado a lo largo del río Paraná do Santa María (05°45′S 60°15′W), en el estado de Amazonas, Brasil”.
Etimología
Etimológicamente, el término específico silvagarciae es un epónimo que refiere a los apellidos de la persona a quien fue dedicada: Antonia Vivian Silva Garcia -esposa del autor- ya que fue ella la que, durante la visita que ambos emprendieron a la comunidad de Tucunaré, oyó a aldeanos hablar de los dos tipos de paca que ellos distinguen, ya que esa misma noche un cazador local había matado un ejemplar de cada una, para alimentar a su familia; la otra es la paca común, localmente llamada paca pintada (Cuniculus paca).

## Características y distribución
Tradicionalmente, las pacas de la región amazónica eran asignadas solamente a la paca común (Cuniculus paca), una especie ampliamente distribuida en regiones selváticas de tierras bajas, en hábitats próximos al agua, desde el sur de México hasta el norte de la Argentina y del Uruguay. Ambas especies de paca son microsimpátricas en la geonemia de la paca gigante, aunque la paca común es mucho más abundante. Su bien la gigante solo fue registrada a lo largo de ambas orillas del río Aripuanã, se cree que se distribuye geográficamente de manera restringida en el interfluvio confinado por el río Amazonas en el norte, el río Madeira en el oeste, el río Paraná do Santa Maríao el río Guaporé en el sur y el río Tapajós-Juruena en el este.
La paca gigante posee un patrón cromático del pelaje naranja-amarronado, sobre el cual se extiende horizontalmente un patrón de rayas blanca (versus puntos en la paca común); haciendo razón a su nombre común, la longitud total de su cuerpo es claramente mayor, así como su peso.
Hábitos
Ambas especies de paca viven en las proximidades de cursos fluviales y son de hábitos nocturnos; de día se refugian en madrigueras formadas en huecos de troncos de los grandes árboles selváticos caídos, a las que entran siempre por doble entradas para poder escapar a la persecución de los perros de los aborígenes. Ante el peligro, salta al agua y camino por el lecho del río para escapar.
La paca gigante prefiere densas selvas de tierra firme, en las que vive solitaria o en pareja. En la estación seca frecuenta densos palares de Bactris maraja. Se alienta de semillas y frutos muy duros, a los que rompe gracias a sus potentes dientes y enormes músculos masticadores.
Filogenia
Análisis genéticos de muestras de la paca gigante fueron comparadas con muestras de la pca común de la misma región; el resultado fue la ambas difirieren entre sí en un 15,5%, estimándose que el tiempo de divergencia necesario para tan amplia divergencia es de unos 10 millones de años, por lo que se postula que ambas se separaron de un ancestro en común a finales del Mioceno o en el Plioceno temprano.

## Conservación
A la hora de buscar presas para servir de alimento, la paca gigante es uno de los objetivos prioritarios para las etnias indígenas con las que convive. A esto se suma a amenazas a su conservación relacionadas con la deforestación, y teniendo en cuenta el grado de intervención antrópica que está afectando a gran parte de la cuenca del río Aripuanã donde este roedor se distribuye lo que se ve agravado por su distribución limitada, el autor consideró que la organización internacional dedicada a la conservación de los recursos naturales Unión Internacional para la Conservación de la Naturaleza (IUCN), debería clasificarla como una especie altamente “en peligro de extinción” en su obra: Lista Roja de Especies Amenazadas.